# B.I.T. Suchtberatung
Der Verein B.I.T. Suchtberatung war ein sozialer, politisch unabhängiger, gemeinnütziger Verein mit der Zentrale in Volders. Der Verein wurde Anfang 2011 aufgelöst.

## Name
Bei der Abkürzung B.I.T. stehen die Buchstaben B für Begleitung der Klienten, I  für Integration der Patienten zwecks Wiedereingliederung und T meint Toleranz, die sowohl seitens der Gesellschaft als auch vom Klienten gefördert wird.

## Arbeit
Die Suchtberatung befasste sich mit Personen, die mit illegalen Suchtmitteln in Berührung kamen und in Schwierigkeiten gerieten. 1994 wurde der Verein gegründet und war Teil des Tiroler Drogenkonzeptes. Er bot drogengefährdeten und -abhängigen Menschen sowie deren Bezugspersonen fachliche Information, Beratung, Behandlung, Betreuung und Vermittlung sowie Nachsorge. Es war eine vom Bundesministerium für soziale Sicherheit und Generationen, nach § 15 Suchtmittelgesetz anerkannte Einrichtung, die in jeder Bezirkshauptstadt in Tirol eine Beratungsstelle betrieb.

## Beratungsstellen
Anlauf- und Beratungsstellen mit einem Schnittstellenkonzept, das deren Zusammenarbeit mit Justizanstalten, Drogenambulanzen, Entzugseinrichtungen, Militärspital und Schulen regelt, existierten in 
| - Volders - Schwaz - Kufstein - Kitzbühel | - St. Johann - Hall in Tirol - Innsbruck | - Telfs - Imst - Landeck | - Wörgl - Reutte i.T. - Lienz |